# Yoshitsugu Saitō
Yoshitsugu Saitō (斎藤 義次, Saitō Yoshitsugu), né le 2 novembre 1890 et mort par suicide le 10 juillet 1944, est un général japonais lors de la Seconde Guerre mondiale.

## Biographie
Yoshitsugu Saitō est née en 1890 à Tokyo.
Saito est diplômé de la classe 24 de l'Académie de l'armée impériale japonaise en 1912 en tant que cavalier. Il sert dans le combat très brièvement à la fin de la Guerre russo-japonaise. Il est diplômé de la classe 36e École militaire impériale du Japon en 1924.
En 1938, il devient chef d'état-major de la 5e division, et est promu au grade de Général de brigade l'année suivante quand il est affecté à l'armée de Kwangtung comme chef des opérations de cavalerie.

### Seconde guerre mondiale
Il devint lieutenant général en 1942.
En avril 1944, Saitō est nommé commandant de la 43e division durant son déploiement à Saipan. Comme le Japon avait perdu le contrôle des voies maritimes durant la guerre du Pacifique, la division a subi de lourdes pertes dues aux attaques de sous-marins durant ses transports maritimes. Saito était commandant en chef de toutes les forces japonaises à Saipan, bien qu'il n'ait aucune expérience dans combat réel, et n'était pas le dirigeant japonais sur l'île. L'amiral Nagumo Chuichi, commandant du Secteur du Centre de la Flotte du Pacifique et également l'île.
La bataille de Saipan a débuté le 15 juin 1944. Sans possibilité de ravitaillement, la situation était sans espoir pour les défenseurs, mais Saito était déterminé à se battre jusqu'au dernier homme, car il savait que la chute de Saipan placerait les îles japonaises à portée de bombardiers stratégiques américains. Les Japonais ont utilisé les nombreuses grottes volcaniques pour retarder les assaillants, en se cachant pendant le jour et faisant des sorties de nuit. Les Américains ont progressivement développé des tactiques pour les dégager des grottes à l'aide de lance-flammes et aussi soutenues par artillerie et des mitrailleuses. 
Le 7 juillet, les Japonais n'avaient nulle part aller pour la retraite. Malgré les objections de Nagumo, Saito fait des plans pour une charge finale suicidaire. Sur le sort des civils restés sur l'île, Saito dit : « Il n'y a plus de distinction entre les civils et les soldats. Il serait préférable pour eux de se joindre à l'attaque avec des lances de bambou que d'être capturés[réf. nécessaire]. »
Mais le 9 juillet, le commandant en chef américain l'amiral Richmond K. Turner a annoncé que Saipan est officiellement envahi. Saito, blessé par des éclats d'obus, se suicide dans une grotte à l'aube du 10 juillet, assisté de son aide de camp qui lui tire une balle dans la tête après qu'il se fut éventré.